# United States Senate Judiciary Subcommittee on Human Rights and the Law
La United States Senate Judiciary Subcommittee on Human Rights and the Law (en français Sous-commission judiciaire du Sénat des États-Unis sur les droits de l'homme et la loi) est l'une des huit sous-commissions de la Commission judiciaire du Sénat. Sa création a été annoncée le 14 février 2021 par le président Dick Durbin et Chuck Grassley. Créée lors du 117e Congrès lorsque les démocrates ont pris le contrôle du Sénat. La sous-commission est présidée par Dianne Feinstein, dont le membre éminent est Josh Hawley.

## 117e Congrès
| Majorité                                                                                             | Minorité                                                                                  |
| --- | ----------------------------------------------------------------------------------------- |
| - Dianne Feinstein, Californie, présidente - Chris Coons, Delaware - Richard Blumenthal, Connecticut | - Josh Hawley, membre du classement - Ben Sasse, Nebraska - John Neely Kennedy, Louisiane |